# Ghiacciaio delle Sengie
Il ghiacciaio delle Sengie (in francese, Glacier des Seinges) si trova nel massiccio del Gran Paradiso nel versante valdostano. Si trova nella val di Cogne, valle laterale della Valle d'Aosta, ai piedi della punta delle Sengie (3408 m).
Il ghiacciaio è contornato, oltre che dalla Punta delle Sengie, dalla Roccia Azzurra (3.308 m), dal Monveso di Forzo (3.322 m) e dalla punta di Forzo (3.296 m).
La sua estensione misura circa 100 ettari. Le sue caratteristiche principali sono: esposizione nord-ovest, lunghezza 1,0 km., larghezza 1,6 km., inclinazione media 33°, quota massima 3350 metri circa, quota minima 2700 metri.